# 賀敬之
賀 敬之（が けいし、1924年11月 - ）は中華人民共和国の政治家、詩人。筆名は艾漠、荊直。山東省棗荘市出身。延安魯迅芸術学院文学系卒業。中国共産党党員。元中華人民共和国文化部部長。第十二回・十三回中共中央委員。第七回全国人大常委会委員。第八回全国政協常委。代表作に革命歌劇『白毛女』。中共中央宣伝部副部長、中華人民共和国文化部副部長、中華人民共和国文化部部長を歴任した。

## 略歴
1924年11月に山東省棗荘市（現在の台児庄）に生まれた。
15歳の時、抗日救亡運動に参加。同年に執筆活動を開始しました。
洛村私立小学・国立六中（現在の綿陽市南山中学）卒業。16歳の時に延安魯迅芸術学院文学系に入学した。
17歳の時、中国共産党に入党。
中日戦争の後、彼は文芸活動団から華北聯合大学に仕事をして。
1947年、青滄戦役に参加。
1949年の第一回全国文学芸術工作者代表大会で、中国戲劇工作者協会理事・中国文学工作者協会理事に選出された。
1953年10月、詩人柯岩と結婚。
1966年から1976年、文化大革命で受けた攻撃も激しかったが、文革後、文化部副部長など多くの要職に復帰した。
1977年に中国共産党第十一回全国人民代表大会代表の代表に選ばれました。同年、文化部副部長に就任。
1980年8月、鄧小平内閣で中宣部副部長に任命される。1987年退任。
1991年、彼は日本に訪問する。
2003年、彼は世界詩人大会、世界文化芸術学院に栄誉文学博士の称号を授与された。

## 作品
- 革命歌劇『白毛女』
- 詩歌『回延安』

## 受賞
1945年、革命歌劇『白毛女』、1951年スターリン文学賞。

## 紀念物
- 賀敬之文学館